# Ходячие мертвецы (2-й сезон)
Второй сезон американского зомби-апокалиптического телесериала «Ходячие мертвецы», разработанного Фрэнком Дарабонтом на основе одноименной серии комиксов авторства Роберта Киркмана, Тони Мура и Чарли Адларда. Премьера второго сезона состоялась 16 октября 2011 года на канале AMC, и он состоит из 13 эпизодов. Исполнительными продюсерами выступили Дарабонт, Киркман, Глен Маззара, Дэвид Алперт и Гейл Энн Хёрд, причём Маззара взял на себя обязанности шоураннера после ухода Дарабонта из сериала.
Сезон получил положительные отзывы от критиков. Он получил премию «Сатурн» за лучшую телепостановку, а также премию «Эмми» за лучший сложный грим в сериале, мини-сериале, телефильме или специальной программе. Финал сезона посмотрели 9 миллионов зрителей, что делает его самым рейтинговым эпизодом сериала до этого момента и самым просматриваемым эпизодом оригинального сериала в истории AMC, вплоть до премьеры третьего сезона сериала, которую посмотрели 10,9 миллионов зрителей.
Этот сезон адаптирует материал из выпусков #7—12 из комиксов, и в нём представлены заметные персонажи из комиксов, среди которых Хершел Грин (Скотт Уилсон) и его дочь Мэгги (Лорен Коэн). Действие сезона в основном разворачивается на семейной ферме Гринов, после побега и разрушения ЦКЗ, и этот сезон продолжает историю Рика Граймса (Эндрю Линкольн) и его группы выживших, так как они выживают в постапокалиптическом мире, кишащем плотоядными зомби, именуемыми «ходячими». Покинув Атланту, Рик и группа останавливаются на шоссе из-за угрозы, не похожей ни на что, что они видели раньше. Во время поиска кого-то, кто пропал без вести, группа в конечном итоге обнаруживает изолированную ферму, где возникает напряжённость между членами основной группы и таинственными, невежественными жителями фермы, чьи секреты и мотивы неясны. В разгар событий Рик и другие пытаются восстановить порядок после ужасного открытия, и при этом начинают открыто вспыхивать разногласия между Риком и Шейном Уолшем (Джон Бернтал).

## Производство

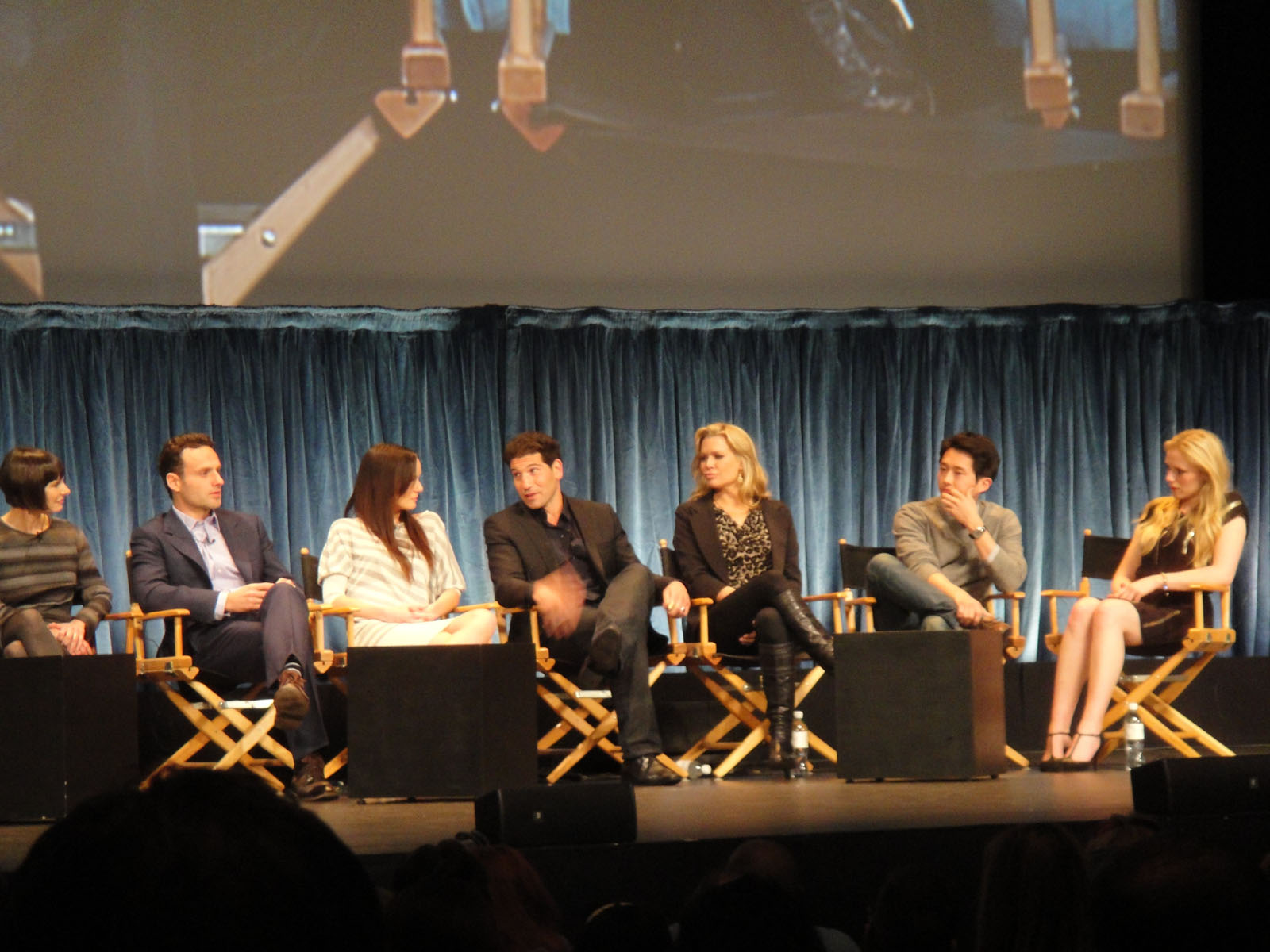
Актёры и съёмочная группа «Ходячих мертвецов» на PaleyFest в 2011 году (слева направо): исполнительный продюсер Гейл Энн Хёрд, Эндрю Линкольн (Рик Граймс), Сара Уэйн Кэллис (Лори Граймс), Джон Бернтал (Шейн Уолш), Лори Холден (Андреа), Стивен Ён (Гленн Ри) и Эмма Белл (Эми)

После выхода первого сезона, «Deadline Hollywood» сообщило, что разработчик и шоураннер сериала Фрэнк Дарабонт уволил всю команду сценаристов и планирует использовать только внештатных сценаристов во втором сезоне. Это оказалось не совсем точным, и Роберт Киркман сказал, что изменения в команде сценаристов не повлияют на производство шоу. В феврале 2011 года было объявлено, что Глен Маззара, который написал сценарий к эпизоду первого сезона, «Инфекция», был снова нанят в качестве сценариста/исполнительного продюсера для второго сезона и соберёт команду ещё из пяти сценаристов.
На C2E2 члены актёрского состава подтвердили, что съёмки второго сезона начнутся 1 июня 2011 года, и что Дарабонт напишет сценарий к премьерному эпизоду сезона. На том же мероприятии актёры предположили, что известный писатель и давний партнёр Дарабонта, Стивен Кинг, может написать сценарий к одному эпизоду. Киркман позже подтвердил, что наряду с ним, Дарабонтом и Маззарой команда сценаристов будет состоять из Скотта М. Гимпла, Эвана Райлли, Анджелы Канг и одного внештатного сценариста, Дэвида Лесли Джонсона. Четыре актёра присоединились к актёрскому составу в качестве новых персонажей для второго сезона: Скотт Уилсон в роли Хершела Грина, Лорен Коэн в роли его дочери Мэгги, Пруитт Тейлор Винс в роли работника ранчо Хершела, Отиса, и Майкл Зеген в роли Рэндалла.
11 июля 2011 года, во время премьеры четвёртого сезона сериала «Во все тяжкие», был показан тизер второго сезона сериала, и 22 июля 2011 года, на San Diego Comic-Con был выпущен полноценный трейлер второго сезона сериала.
В июле 2011 года «Deadline Hollywood» сообщило, что Дарабонт ушёл с должности шоураннера сериала на фоне слухов о том, что он не смог приспособиться к графику руководства над сериалом. Исполнительный продюсер Глен Маззара сменил Дарабонта на посту шоураннера сериала. Внезапный уход Дарабонта ещё больше вызвал споры в августе этого года, когда «The Hollywood Reporter» опубликовал статью, в которой говорилось, что Дарабонт на самом деле был уволен из-за проблем с сокращением бюджета шоу и напряжёнными отношениями с руководителями AMC.
Премьера сезона состоялась в расширенном 90-минутном временном слоте, аналогично пилотному эпизоду. После выхода в эфир первых семи эпизодов, сериал взял паузу и вернулся 12 февраля 2012 года, и последние шесть эпизодов сезона выходили в эфир до завершения сезона 18 марта 2012 года.

### Вебизоды
Премьера шестисерийного веб-сериала «Разорванная на части» состоялась 3 октября 2011 года на официальном сайте AMC. Режиссёром веб-сериала стал художник по гриму и соисполнительный продюсер Грег Никотеро. Сериал рассказывает историю происхождения Ханны, также известной как «велосипедистка», которая стала зомби, и Рику пришлось милосердно убить её в пилотном эпизоде.

### «Talking Dead»
После выхода премьеры второго сезона в эфир 16 октября 2011 года, состоялась премьера афтер-шоу «Talking Dead» с Крисом Хардвиком в роли ведущего. Сериал выходит в эфир сразу после показа эпизодов «Ходячих мертвецов». В этом шоу ведущий Крис Хардвик обсуждает последний на данный момент эпизод с фанатами, актёрами и продюсерами шоу.

## Актёрский состав

### Главные роли
Во втором сезоне участвуют восемь основных актёров из предыдущего сезона, и все они указаны в начальной заставке сериала; семь из них были указаны в качестве основных актёров в первом сезоне, в то время как Норман Ридус и Мелисса Макбрайд были повышены со статуса повторяющихся актёров. Хотя Макбрайд и указана в графе «также в главных ролях», она всё равно является членом основного состава.

#### Основной состав
- Эндрю Линкольн — Рик Граймс, протагонист сериала и бывший заместитель шерифа из округа Кинг, штат Джорджия, который является мужем Лори и отцом Карла. Рик взял лидерство у Шейна после того, как его действия чуть не убили их в предыдущем сезоне.
- Джон Бернтал — Шейн Уолш, близкий друг и Рика и бывший заместитель шерифа. У него был любовный роман с Лори в предыдущем сезоне, считав, что Рик умер, и это превратилось в ревность к Рику, что сформировало интенсивное соперничество, и он также является главным антагонистом сезона.
- Сара Уэйн Кэллис — Лори Граймс, эмоционально хрупкая жена Рика и мать Карла. У неё был роман с Шейном в предыдущем сезоне, что поставило её и Шейна в противоречие.
- Лори Холден — Андреа, бывший адвокат по гражданским правам, которая сформировала тесную связь с Дейлом. Она борется с суицидальными наклонностями после потери своей сестры, пытаясь внести большой вклад в безопасность группы, становясь метким стрелком.
- Джеффри Деманн — Дейл Хорват, старший член группы, владелец фургона, на котором группа путешествует. Он часто является голосом разума; он защищает Андреа и становится наставником для группы, особенно для Гленна и Рика. Он также является хорошим другом Ти-Дога.
- Стивен Ён — Гленн Ри, бывший разносчик пиццы, который спас жизнь Рику в прошлом сезоне. Он является неотъемлемым членом группы и часто находит припасы для них. Он сильно заботится об основной группе выживших.
- Чендлер Риггз — Карл Граймс, сын Рика и Лори, чья невинность постепенно снижается из-за жестокости окружающего мира, и он даже хочет использовать пистолет.
- Норман Ридус — Дэрил Диксон, южанин-реднек, охотник группы и опытный следопыт. Он менее дружелюбен с группой и сохраняет беспечный фасад, но достаточно разумен, чтобы бороться с ними, когда это необходимо, и является самым активным из группы в поисках Софии.

#### Также в главной роли
- Мелисса Макбрайд — Кэрол Пелетье, бывшая жертва домашнего насилия, которая обрела новые силы после смерти своего жестокого мужа Эда.

### Повторяющиеся роли
- Айрон Синглтон — Теодор «Ти-Дог» Дуглас, член группы и человек чести, долга и добрых намерений, который чувствует себя недооценённым и пытается внести свой вклад как можно больше. Кроме того, у него крепкая дружба с Дейлом.
- Лорен Коэн — Мэгги Грин, старшая дочь-сорванец Хершела, которая является волевой и решительной, но немного упрямой. Мэгги, как и её отец, не знает, какие на самом деле ходячие.
- Эмили Кинни — Бет Грин, младшая дочь Хершела и сводная сестра Мэгги. Она застенчива, тихая и сострадательна, но ей не хватает сильной воли своей сестры.
- Скотт Уилсон — Хершел Грин, ветеринар и религиозный фермер, который ослеплён своим собственным отказом принять новое состояние мира, полагая, что ходячие являются просто больными людьми.
- Джейн Макнил — Патриция, тихая жена Отиса и медпомощник Хершела.
- Джеймс Аллен Маккьюн — Джимми, заботливый бойфренд Бет.
- Мэдисон Линц — София Пелетье, дочь Кэрол и лучший друг Карла.

### Приглашённые актёры
- Майкл Зеген — Рэндалл Калвер, подросток, которого Рик, Гленн и Хершел встречают в составе другой группы.
- Пруитт Тейлор Винс — Отис, работник ранчо Хершела и муж Патриции.
- Адам Минарович — Эд Пелетье, покойный жестокий муж Кэрол; показан во флэшбэке.
- Майкл Рэймонд-Джеймс — Дэйв, член группы Рэндалла, который натыкается на Рика, Хершела и Гленна.
- Майкл Рукер — Мерл Диксон, жестокий и неразумный старший брат Дэрила, который исчез в первом сезоне; виден в галлюцинации.

## Эпизоды
| № общий | № в сезоне | Название                                              | Режиссёр                             | Автор сценария                 | Дата премьеры   | Зрители в США (млн) |
| --- | ---------- | ----------------------------------------------------- | ------------------------------------ | ------------------------------ | --------------- | ------------------- |
| 7 | 1          | «Что ждёт впереди» «What Lies Ahead»                  | Эрнест Дикерсон Гвинет Хордер-Пэйтон | Ардет Бей и Роберт Киркман     | 16 октября 2011 | 7,26                |
| Покинув уничтоженный научный центр и потеряв одного из своих товарищей, решившего разделить свою судьбу с доктором Дженнером, Рик и его товарищи направляются в Форт Беннинг. Вскоре им приходится остановиться из-за беспорядочно брошенных на шоссе автомобилей. Всем приходится выйти на дорогу и сталкивать машины, чтобы проехать, а также люди обыскивают их в поисках полезных вещей. В это время появляется стадо - плотная толпа ходячих мертвецов. Все тут же прячутся под машины и ждут, когда стадо пройдёт, что оказывается серьёзным психологическим испытанием. Ти-Дог получает серьёзную рану руки, зацепившись за железо. Не выдерживает маленькая Софи и, выбежав из укрытия, скрывается в лесу. За ней гонятся двое мертвецов. На помощь девочке бросается Рик, ему удаётся нейтрализовать зомби, но Софи он не находит. Следующим утром к поискам подключаются остальные, которые не находят никого, кроме оленя. Встреча заканчивается выстрелом неизвестного, который настигает близко подошедшего к животному Карла. |            |                                                       |                                      |                                |                 |                     |
| 8 | 2          | «Кровопускание» «Bloodletting»                        | Эрнест Дикерсон                      | Глен Маззара                   | 23 октября 2011 | 6,70                |
| В Карла по ошибке попал из ружья местный фермер Отис. Рик, Шейн и Отис несут мальчика на ферму, где пожилой человек по имени Хершел оказывает ему медицинскую помощь и извлекает один из осколков пули. Поскольку у Рика с Карлом одинаковая группа крови, Рик остается на ферме, а Шейн и Отис отправляются в соседний центр FEMA за медикаментами. В лесу Лори, Кэрол, Андреа, Дэрил и Глен, слышавшие выстрел, колеблются, не зная, что им делать; дочь Хершеля Мэгги спасает Андреа от зомби и увозит Лори на ферму. На дороге Дейл обнаруживает, что рана Ти-Дога воспалилась, и ему срочно нужны антибиотики. Шейну и Отису удается залезть в трейлер FEMA и найти все нужные медикаменты, однако на обратном пути их окружают зомби. |            |                                                       |                                      |                                |                 |                     |
| 9 | 3          | «Спасите последнего» «Save the Last One»              | Фил Абрахам                          | Скотт М. Гимпл                 | 30 октября 2011 | 6,10                |
| Борьба за жизнь Карла продолжается. Шейн и Отис пытаются вырваться из разрушенного центра спасения, но за ними идёт плотная толпа мёртвых солдат. В это время Дерил, не способный уснуть от вида переживающей Кэрол, снова идёт искать в лесу Софию, к нему присоединяется Андреа. Но поблуждав в лесу, они снова возвращаются ни с чем, найдя лишь зомби-висельника. Тем временем до фермы добираются Гленн и Ти-Дог. Рик и Лори решили делать операцию без необходимого оборудования. Когда они готовятся к операции, Шейн прибывает с медикаментами, но без Отиса. Шейн говорит, что Отис принес себя в жертву, чтобы спасти Карла. Зайдя в ванну что бы привести себя в порядок Шейн вспоминает о том, как он предал Отиса, выстрелив ему в ногу и оставив его в качестве приманки для ходячих. Серия заканчивается тем, что Шейн бреет голову, чтобы уничтожить доказательства о борьбе с Отисом. |            |                                                       |                                      |                                |                 |                     |
| 10 | 4          | «Роза чероки» «Cherokee Rose»                         | Билли Джирхарт                       | Эван Райлли                    | 6 ноября 2011   | 6,29                |
| Выжившие проводят поминальную службу по Отису, на которой Шейн рассказывает лживую историю о том, как покойный пожертвовал собой. Хершель напоминает Рику, что в будущем гостям придется покинуть ферму. Осматривая колодцы, выжившие находят в одном из них раздувшегося зомби-утопленника и пытаются вытащить его. Дэрил в одиночку отправляется на поиски Софии, но приносит Кэрол лишь цветок — розу чероки — и рассказывает ей легенду о Дороге слез. Гленн и Мэгги по просьбе Лори отправляются в аптеку соседнего городка. Гленн находит в аптеке презервативы, и они с Мэгги занимаются любовью. Рик отдает Карлу свою шляпу. Лори пользуется привезенным Гленном тестом на беременность и узнает, что беременна. |            |                                                       |                                      |                                |                 |                     |
| 11 | 5          | «Чупакабра» «Chupacabra»                              | Гай Ферленд                          | Дэвид Лесли Джонсон-Макголдрик | 13 ноября 2011  | 6,12                |
| Флэшбек из времен эвакуации: Шейн и Лори видят, как военные подвергают улицы города бомбардировке напалмом. Настоящее время: поиски Софии продолжаются. Рик и Шейн разговаривают о том, не стоит ли свернуть поиски. Дэрил ищет Софию в одиночку, без спроса взяв одну из лошадей. Он находит в реке куклу Софии, однако на обратном пути лошадь пугается и сбрасывает Дэрила в глубокий овраг; арбалетная стрела пробивает ему бок. Тяжело раненному Дэрилу мерещится его пропавший брат Мерл, который заставляет Дэрила встать на ноги, отбиться от зомби и выбраться из оврага. Андреа, приняв окровавленного ковыляющего Дэрила за ходячего, стреляет в него из винтовки, однако только ранит его. Когда Дэрил приходит в сознание, его навещает Кэрол, целует в щеку и благодарит за все, что он сделал. За ужином Мэгги передает Гленну записку под столом, спрашивая его, где они могут иметь другую встречу — это замечают Хершел и Дейл. Гленн пишет ответ. После окончания ужина Мэгги открывает ответ Гленна о том, что он встретит её в сарае, что вызывает ужас у Мэгги. Она бежит к сараю, но опаздывает. Гленн обнаруживает в сарае запертую толпу ходячих, и Мэгги говорит ему, что он не должен был этого видеть. |            |                                                       |                                      |                                |                 |                     |
| 12 | 6          | «Секреты» «Secrets»                                   | Дэвид Бойд                           | Анджела Канг                   | 20 ноября 2011  | 6,08                |
| Гленн не в состоянии врать о беременности Лори и о зомби в амбаре. Он выдает оба секрета Дейлу, а Дейл пытается заговорить и с Лори, и с Хершелем. Хершел признается Дейлу, что его пасынок и жена в амбаре. Лори поручает Гленну привезти из города средства для медикаментозного аборта. В городе на Мэгги нападает зомби, но Гленн его убивает. Шейн обучает стрелять из оружия всех желающих, в том числе и маленького Карла. Андреа проявляет способности к стрельбе, и они идут заниматься индивидуально. Во время обучения Шейн пытается разозлить Андреа, так как на его взгляд, такой метод обучения более эффективен, но нечаянно обижает её. Позже они мирятся и вместе отправляются на поиски Софии в город, где на них нападает толпа зомби. Затем Шейн и Андреа возвращаются на ранчо, но по пути они занимаются любовью. Дейл догадывается, что Отис погиб от руки Шейна; Шейн угрожает Дейлу. Лори принимает привезенные Гленном и Мэгги таблетки, но быстро передумывает и вызывает рвоту. В то же время Рик приходит в шатер, и находит таблетки, затем идет, чтобы найти Лори. Она в конечном счете признается в своей измене с Шейном, и Рик отвечает, что уже давно знал. |            |                                                       |                                      |                                |                 |                     |
| 13 | 7          | «Уже почти мёртв» «Pretty Much Dead Already»          | Мишель Макларен                      | Скотт М. Гимпл                 | 27 ноября 2011  | 6,62                |
| Глен рассказывает группе, что в амбаре заперты ходячие. Хершел даёт Рику и его людям срок до конца недели, чтобы покинуть его ферму, но Рик пытается убедить его позволить им остаться, так как его жена беременна. Дейл пытается спрятать оружие Шейна в болоте, но терпит неудачу. Хершел просит Рика помочь вытащить из ила двух ходячих и отвести их в амбар к остальным. Он говорит ему, что не может позволить им остаться, пока они убивают зомби и относятся к ним, как к мертвецам. Шейн видит, как Рик и Хершел ведут двух зомби и впадает в ярость. Недовольный тем, что Хершел подвергает всех опасности, он убивает зомби и открывает амбар, позволяя запертым там ходячим выйти наружу. Он и остальные члены группы убивают их на глазах у Хершела. Последним зомби, вышедшим из амбара, оказывается София. Рик убивает её выстрелом в голову. |            |                                                       |                                      |                                |                 |                     |
| 14 | 8          | «Небраска» «Nebraska»                                 | Кларк Джонсон                        | Эван Райлли                    | 12 февраля 2012 | 8,10                |
| После резни всех ходячих в сарае скорбящий Хершел потребовал, чтобы Рик и остальные немедленно покинули ферму. Рик сталкивается с Шейном, который обвиняет Хершела в том, что, несмотря на отрицания с его стороны, старик знал о Софии в сарае все время. После этого Шейн встречает Дейла и говорит, что тот ничего не делает на благо остальных. Группа решает похоронить Софию, жену и пасынка Хершела, а остальных сжечь. Кэрол отказывается присутствовать на похоронах, заявив, что её дочь давно умерла и труп на ферме был не Софией, после чего впадает в глубокую депрессию, и Шейн позже находит её вынырнувшую из леса в полу-кататоническом состоянии, помогает ей мыть её грязные руки и объясняет, что понятия не имел о том, что София была в сарае. Лори между тем приходит в ужас, когда Карл холодно говорит, что убийство Софии было правильной вещью, и что он поступил бы так же. Хершел, наконец, выбрасывает вещи жены, прежде чем исчезнуть с фермы. Его отсутствие не замечается до тех пор, пока его младшая дочь Бет срывается и переходит в кататоническое состояние. Выжившие обнаруживают, что Хершел начал пить снова, впервые с рождения Мэгги. Несмотря на возражения Шейна, Лори, Мэгги, Рик и Гленн, полагая, что Хершел может быть в баре в городе, отправляются на его поиски. Дейл спорит с Андреа и Ти-Догом, когда они говорят, что они согласны с действиями Шейна в сарае. Позже Дейл делится с Лори подозрениями, что Шейн принес Отиса в жертву ходячим, чтобы самому спастись. Он предупреждает Лори, что Шейн представляет опасность для группы. Когда состояние Бет ухудшается, Лори просит Дэрила съездить в город за Хершелом, Риком и Гленном. Когда Дэрил отказывается, Лори обвиняет его в эгоизме, на что он заявляет, что устал искать людей. Лори одна покидает группу, но по дороге она сбивает ходячего, и её машина падает в кювет. Рик и Гленн находят Хершела в городском баре, опустошенного и оплакивающего его тщетные надежды на излечение близких. Через некоторое время Рик убеждает Хершела вернуться к своей семье, как двое мужчин входят в бар — Дэйв и Тони. От них Рик узнает, что Форт-Беннинг наполнен ходячими. Ситуация в баре ухудшается, когда Дэйв и Тони, узнав, что есть безопасная ферма, просят принять туда своих людей. Рик категорически отказывается, поскольку ферма переполнена. Дэйв достает огнестрельное оружие, но Рик оказывается быстрее и убивает их обоих. Серия заканчивается тем, что Шейн и T-Дог сжигают ходячих. |            |                                                       |                                      |                                |                 |                     |
| 15 | 9          | «Палец на курке» «Triggerfinger»                      | Билли Джирхарт                       | Дэвид Лесли Джонсон-Макголдрик | 19 февраля 2012 | 6,89                |
| Рик, Хершелл и Гленн оказываются в ловушке, так как появляются друзья Тони и Дэйва, которые хотят узнать об их судьбе. Рик сообщает, что убил их и пытается объяснить мотивы своего поступка. В результате бар подвергается обстрелу. Рик, Гленн и Хершелл вынуждены бороться за выживание. К счастью, стрельба привлекает к бару зомби и нападавшие отступают, оставив на поле боя раненого. Рик и его товарищи подбирают парня, которого зовут Рендалл, и привозят на ферму. Тем временем Лори чудом спасается от двух зомби, атаковавших её разбитую машину. Позже её находит Шейн и возвращает на ферму. Там у них происходит ссора, так как Шейн соврал Лори, что Рик уже вернулся, хотя это произойдет только следующим утром. Дерилл ссорится с Кэрол, обвиняя её в гибели Софии. Когда Рик возвращается, у него происходит разговор с Лори по поводу её отношений с Шейном. |            |                                                       |                                      |                                |                 |                     |
| 16 | 10         | «18 миль» «18 Miles Out»                              | Эрнест Дикерсон                      | Скотт М. Гимпл и Глен Маззара  | 26 февраля 2012 | 7,04                |
| Рик и Шейн везут связанного Рэндалла за 18 миль от фермы. По дороге они останавливаются, чтобы обсудить отношения с Лори, также затрагивается тема смерти Отиса. Рик просит Шейна навсегда забыть о Лори и жить своей жизнью. В это время на ферме Бетт просыпается и бредит о самоубийстве. Она безуспешно пытается убедить Мэгги умереть вместе с ней. Андреа вызывается посидеть с Бетт и позволяет ей самой решить свою судьбу. Бетт режет себе вены, но в последний момент останавливается. Порез оказывается неглубоким, Бетт остается жива. Но теперь Андреа запрещено входить в дом Гриннов. Рик и Шейн приезжают на школьную площадку, чтобы отпустить Рэндалла. Они готовятся уйти, как вдруг Рэндалл заявляет, что раньше учился вместе с Мэгги. Рик и Шейн осознают, что тот знает где находится ферма, тем самым является угрозой для группы. Шейн пытается пристрелить Рэндалла. Рик вмешивается и между ними завязывается драка. Во время драки они случайно выпускают толпу ходячих из школы. Шейн прячется в школьном автобусе. Рик убегает, но в последний момент решает вернуться. Он и Рэндалл спасают Шейна и все вместе направляются обратно на ферму. Рэндалл снова связан. Рик говорит, что пленного юношу, скорее всего, придётся убить. |            |                                                       |                                      |                                |                 |                     |
| 17 | 11         | «Судья, присяжные и палач» «Judge, Jury, Executioner» | Грег Никотеро                        | Анджела Канг                   | 4 марта 2012    | 6,77                |
| Дерил пытается выбить информацию у Рэндалла насчет численности их группы. Рэнделл рассказывает, что их группа состоит из 30 человек, в том числе женщины и дети. По его словам он не знает, где они сейчас находятся, так как группа постоянно путешествует. Рэндалл также говорит, что они хорошо вооружены и рассказывает Дэрилу про случай изнасилования двух девушек парнями из его группы. Дэрил рассказывает другим, что он узнал. После услышанного Рик решает, что Рэндалла надо убить. Дэйл оказывается единственным, кто высказывается против этого решения. В конце концов, только Андреа соглашается с Дейлом. Хершел дарит Гленну наследственные часы его отца и благословляет их отношения с Мэгги. Между тем, Карл пробирается в сарай посмотреть на Рэндалла, который в свою очередь просит Карла помочь ему сбежать. Шейн замечает Карла и тащит его за шиворот из сарая, Шейн ругает Карла и говорит, то что он делает представляет опасность. Карл сильно расстроен и, вспылив, он называет Кэрол идиоткой, которая говорит, что София находится на небесах. Рик просит его принести извинения и начать думать, прежде чем что то говорить. Карл крадет пистолет Дэрила и идет в лес, где встречает ходячего, застрявшего в болоте. Он пытается выстрелить в мертвеца, но ходячий вырывается, а Карл убегает. С наступлением ночи Рик заходит в сарай и готовится убить Рэндалла, но туда, как некстати, заходит Карл. Шейн выгоняет Карла из сарая, однако Рик не убивает Рэндалла. Дэйл находит изуродованную корову рядом с лесом и подвергается нападению ходячего, который прежде пытался напасть на Карла. Дэйл не был укушен, однако ходячий сильно вспорол ему живот. Дерил замечает мертвеца, собравшегося отведать мяса Дэйла, и убивает его. Хершел говорит, что спасти его не удастся. Рик решает убить в голову Дейла из милосердия что бы тот не мучился, выстрелить он не может и это приходится сделать Дерилу. |            |                                                       |                                      |                                |                 |                     |
| 18 | 12         | «Лучшие ангелы» «Better Angels»                       | Гай Ферленд                          | Эван Райлли и Глен Маззара     | 11 марта 2012   | 6,89                |
| После похорон Дейла палаточный лагерь свернут, и группа окончательно перебирается на ферму, укрепляя её. Рик намерен вновь отвезти Рэндалла подальше от фермы. Карл признается Шейну, что встретил на болоте того самого зомби, что убил Дейла; Шейн сообщает об этом разговоре Рику. Лори пытается наладить отношения с Шейном. Шейн приходит к Рэндаллу в сарай и инсценирует побег пленника, на самом деле уведя его в лес и свернув шею. Группе Шейн заявляет, что сбежавший Рэндалл ударил его камнем и забрал пистолет. Рик, Шейн, Дерил и Гленн прочесывают лес в поисках пленника. Дерил и Гленн сталкиваются с Рэндаллом-зомби, убивают его и обращают внимание, что на теле нет укусов. Шейн выводит Рика на пастбище, намереваясь застрелить, однако Рик закалывает его ножом. Шейн превращается в зомби, но сбежавший с фермы Карл стреляет в него, спасая Рика. Из леса выходит большая толпа зомби, наступающая на ферму. |            |                                                       |                                      |                                |                 |                     |
| 19 | 13         | «Возле угасающего огня» «Beside the Dying Fire»       | Эрнест Дикерсон                      | Роберт Киркман и Глен Маззара  | 18 марта 2012   | 8,99                |
| Множество ходячих из города наступает на ферму. Дэрил и Гленн возвращаются в дом. Рик и Карл прячутся в сарае и поджигают его вместе с набившимися внутрь зомби. Джимми подгоняет автодом к сараю, спасая Рика и Карла, но его самого убивают мертвецы. Патрисия погибает при отступлении от дома. В хаосе выжившие разбиваются на несколько групп и покидают ферму разными путями. На шоссе группа собирается заново, исключая бежавшую в лес Андреа. Рик открывает спутникам пугающий секрет, который ему сообщил доктор Дженнер: все выжившие заражены и являются переносчиками вируса, любая смерть означает превращение в зомби. Позже Рик говорит Лори что он убил Шейна, который подстроил побег Рэндалла что бы убить Рика. Далее он говорит, что в словах Дженнера он убедился после того как Шейн обратился в ходячего. В конце диалога Рик говорит Лори что ходячего Шейна застрелил Карл. Обезумленная Лори сильно обижается на Рика и уходит. В лесу Андреа убегает от мертвецов. Отстреливаясь и всё время перемещаясь, она отрывается от основной массы преследователей, остаются лишь несколько зомби. У неё заканчиваются патроны. Одному из ходячих удаётся навалиться на героиню — внезапно кто-то отрубает ему голову. Андреа спасает таинственная женщина с катаной и двумя зомби, закованными в цепи. Далее группа начинает не доверять Рику, из-за того что тот скрыл от них правду про заражение. Обезумленный Рик заявляет группе что он ради них убил своего лучшего друга, который был для них опасен. После он заявляет что демократии в группе больше не будет. На финальных кадрах серии демонстрируется мрачное здание заброшенной тюрьмы, около которой, сами того не подозревая, остановились на ночлег люди группы Рика. |            |                                                       |                                      |                                |                 |                     |

## Реакция

### Реакция критиков
Второй сезон «Ходячих мертвецов» получил положительные отзывы от критиков. На сайте Metacritic сезон получил оценку 80 из 100, что указывает на «в целом благоприятные отзывы», на основе 22 отзывов. На сайте Rotten Tomatoes рейтинг сезона составляет 80 % на основе 24 отзывов, со средней оценкой 8,08/10. Критический консенсус сайта гласит: «Второй сезон „Ходячих мертвецов“ развивает персонажей, сохраняя при этом изнуряющее напряжение и кровавость, которые сделали шоу хитом». Линда Стаси из «New York Post» написала: «Вы будете рады узнать, что, по крайней мере, если говорить о первых двух эпизодах… шоу сейчас лучше, чем когда-либо — что казалось бы невозможным». Роберт Бьянко из «USA Today» также высоко оценил направление, по которому шёл второй сезон, заявив, что шоу обеспечивает «крайнее напряжение», и отметив: «То, что отличает, этот прекрасный сериал от подобных шоу, так это честность его человеческих взаимоотношений».
Некоторые критики были менее довольными в середине второго сезона, включая Кена Такера из «Entertainment Weekly», который описал сериал как «ночное мыло, где иногда появляются умершие, но движущиеся, гниющие плотоядные монстры», добавив, что он «не был достаточно драматичным» или имел «тенденцию… испортить по-настоящему драматические ситуации». Нейт Роулингс из журнала «TIME» раскритиковал темп шоу, сказав: «Первая половина сезона была жестоко медленной». После финала сезона, Скотт Уомплер из Collider.com описал вторую половину сезона как «гораздо более интересную и хорошо написанную», несмотря на присутствие «огромного количества воды» в первой половине. Кевин Йомен из «Screen Rant» далее подчеркнул этот момент: «Именно в последней половине второго сезона — возможно, в последних четырёх эпизодах — сценаристам удалось освободиться от прерывистой монотонности, вызванной серийным характером шоу».
| Графики недоступны из-за технических проблем. См. информацию на Фабрикаторе и на mediawiki.org. - Сезон 2 (2011–12): Процент положительных отзывов на сайте Rotten Tomatoes |

### Награды
Второй сезон «Ходячих мертвецов» получил три номинации на 64-й творческой церемонии премии «Эмми», победив в категории лучший сложный грим в сериале, мини-сериале, телефильме или специальной программе («Что ждёт впереди»). Остальными номинациями были лучший монтаж звука в сериале и лучшие визуальные эффекты (обе за эпизод «Возле угасающего огня»).
На 38-й церемонии премии «Сатурн», сезон также победил в категории лучшая телепостановка, в то время как Норман Ридус был номинирован в категории лучший телеактёр второго плана. Кроме того, вторая половина сезона была номинирована на премию Гильдии киноактёров США за лучший каскадёрский ансамбль в телесериале на 19-й церемонии вручения премии.